# بيت الواقدي (الرضمة)

تعديل مصدري - تعديل

بيت الواقدي هي إحدى قرى عزلة البكرة بمديرية الرضمة التابعة لمحافظة إب، بلغ تعداد سكانها 42 نسمة حسب تعداد اليمن لعام 2004.